# هيلديغارد فالك
هيلديغارد فالك (بالألمانية: Hildegard Falck)‏ هي عدائة المسافات المتوسطة ألمانية، ولدت في 8 يونيو 1949 في باد موندر في ألمانيا.

## وصلات خارجية
- هيلديغارد فالك على موقع الاتحاد الدولي لألعاب القوى (الإنجليزية)
- هيلديغارد فالك على موقع اللجنة الأولمبية الدولية (الإنجليزية)
- هيلديغارد فالك على موقع أوليمبيديا (الإنجليزية)